# Kassoum Ouédraogo
Kassoum Ouédraogo (12 aprile 1966) è un ex calciatore burkinabé, di ruolo centrocampista.

## Carriera

### Club
Ha giocato nella seconda divisione tedesca con il Darmstadt; in seguito ha giocato anche in vari club nella terza divisione tedesca.

### Nazionale
Nel 1998 ha partecipato alla Coppa d'Africa.

## Palmarès

### Club

#### Competizioni nazionali
- Campionato del Burkina Faso: 3

Étoile Ouagadougou: 1985, 1986, 1988